# Человек, который закрыл город
«Человек, который закрыл город» — советский художественный фильм режиссёра Александра Гордона, снятый на киностудии «Мосфильм» в 1982 году.
Премьера фильма состоялась 21 марта 1983 года.

## Сюжет
В результате сдачи с недоделками нового здания курортного пансионата произошёл пожар, при котором погибли люди. Расследование причин трагедии поручается следователю прокуратуры Алексею Рогову. Формально пожар произошёл из-за пьянки радистов на рабочем месте, однако, если бы не недоделки, пожар не мог быстро распространиться сразу на несколько этажей. Принципиальный следователь доказывает, что виновны и проектировщики, и строители, а также его возлюбленная — директор пансионата Нина Лазарева. Перед следователем стоит трудный нравственный выбор: списать всё на халатность радистов или провести объективное расследование и наказать виновных, но тогда и женщина, которую он любит, оказывается в числе виновников трагедии.

## В ролях
- Родион Нахапетов — Алексей Иванович Рогов, следователь прокуратуры
- Наталья Андрейченко — Нина Александровна Лазарева, директор пансионата, любовница Рогова
- Леонид Неведомский — Егор Яковлевич Яковлев, секретарь горкома
- Виталий Соломин — Крот, начальник экспертного отдела, командированный из Москвы
- Галина Яцкина — Маргарита Павловна Чекурова, старший следователь
- Борис Иванов — Вадим Николаевич, прокурор города
- Виктор Сергачёв — Пименов, председатель горисполкома
- Виктор Филиппов — Михаил Петрович, руководитель строительства
- Станислав Михин — Седых
- Геннадий Юхтин — майор, отец Куркиной
- Ерванд Арзуманян — Киладзе, майор, начальник противопожарной службы города
- Геннадий Барков — эпизод
- Майя Булгакова — заведующая отделом кадров гостиницы
- Валентин Брылеев — начальник пожарной охраны
- Олег Измайлов — Нефёдов, радист

## Съёмочная группа
- Авторы сценария: Александр Борин и Валентин Черных
- Режиссёр-постановщик: Александр Гордон
- Оператор-постановщик: Всеволод Симаков
- Художник-постановщик: И. Лукашевич
- Композитор: Николай Сидельников